# Aritz Begino
Aritz Begino Etxarri, llamado Begino (Auza, Valle de Ulzama, Navarra, 2 de abril de 1980), fue un jugador español de pelota vasca en la modalidad de mano, actúa en la posición de zaguero, destacando en la modalidad de parejas.
En aficionados logró diferentes campeonatos como el Campeonato Caja Navarra Invierno (1998), Campeonato de Burlada (1999) o el Subcampeonato de España de Clubes Individual (1998). Eso le valió su salto a la categoría de profesionales en 2001 de la mano de la empresa Asegarce. Debutó el 16 de junio de 2001 en el frontón de Larrainzar en su valle natal, Ulzama.
Desde 2001 Begino se desempeña en el circuito profesional de mano. En su palmarés destaca el título de parejas de 2ª categoría que obtuvo en los años 2005 (Asegarce) y 2006. En 2007 debutó en el campeonato de parejas de 1ª sustituyendo al lesionado Otxandorena en semifinales, aunque cayó a las primeras de cambio. Desde 2008 ha participado regularmente en las ediciones del campeonato de parejas y del Campeonato manomanista. Destaca el papel realizado en la edición del campeonato de parejas de 2009, cuando alcanzó junto con el delantero Pablo Berasaluze (Berasaluze VIII) la liguilla de semifinales. En 2009, haciendo pareja con Berasaluze obtuvo también el Torneo San Fermín que se disputa con motivo de las Fiestas de San Fermín. En el campeonato de parejas de 2010, en el que repitió con Berasaluze, no logró meterse en la liguilla de semifinales. En la temporada 2007/08 fue tercero en el ranking de pelotaris de su empresa y en la 2008/09 cuarto.
Se retiró de la mano profesional en el año 2015, jugando su último partido el 19 de diciembre en el frontón Labrit de Pamplona.

## Finales de mano parejas
| Año  | Campeones            | Subcampeones      | Tanteo | Frontón |
| ---- | -------------------- | ----------------- | ------ | ------- |
| 2011 | Olaizola II - Begino | Xala - Beroiz (1) | 22-14  | Bizkaia |

(1) Beroiz sustituyó en la final a Barriola por lesión de este último.